# Friedrich Ludwig (Schleswig-Holstein-Sonderburg-Beck)

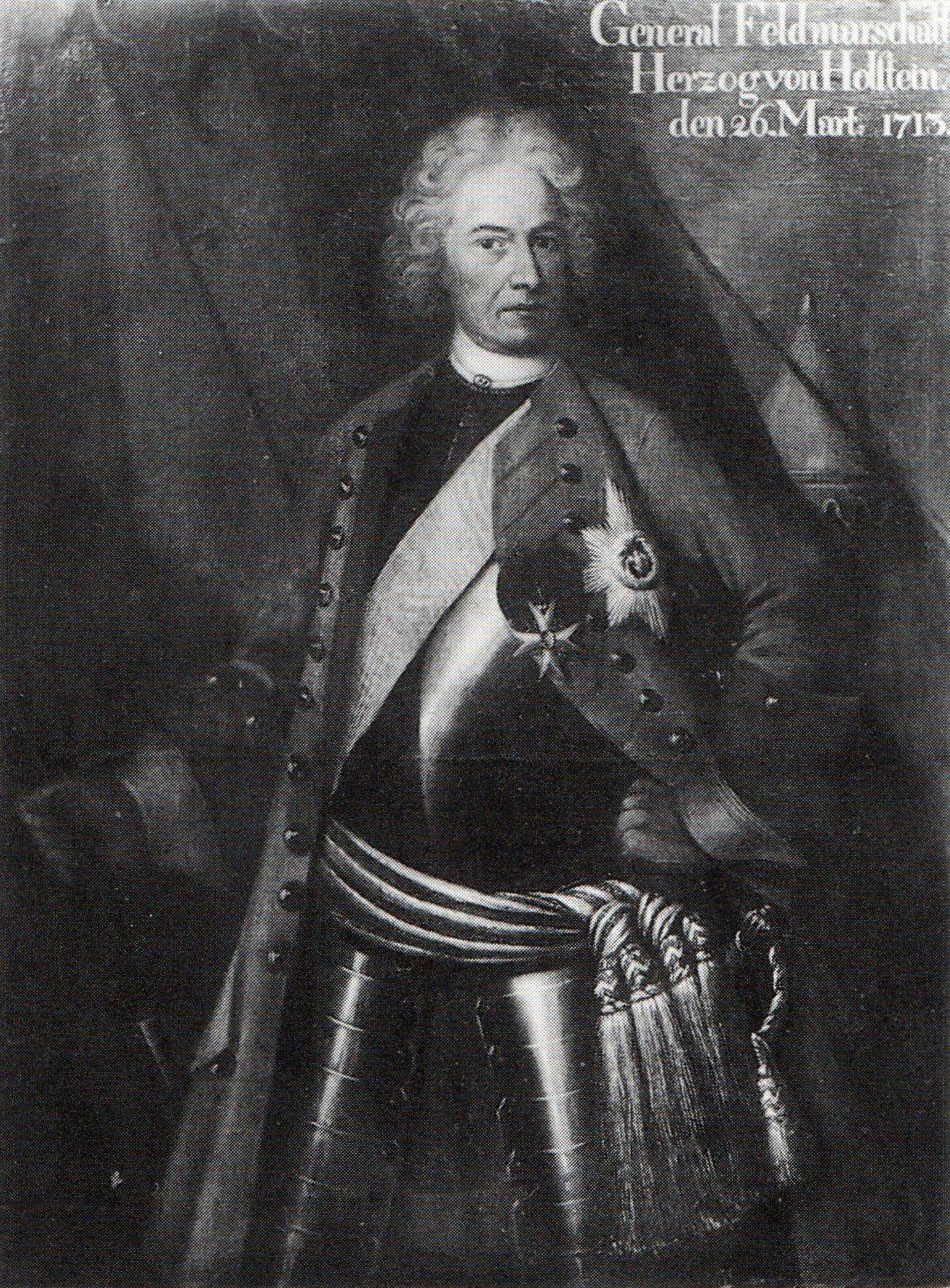
Friedrich Ludwig von Schleswig-Holstein-Sonderburg-Beck

Friedrich Ludwig von Schleswig-Holstein-Sonderburg-Beck (* 6. April 1653 in Beck; † 7. März 1728 in Königsberg) war seit 1719 Herzog von Schleswig-Holstein-Sonderburg-Beck und Generalfeldmarschall. Er war einer der ersten Träger des Schwarzen Adlerordens und Gouverneur von Preußen.

## Leben
Er war der Sohn von Herzog August Philipp von Schleswig-Holstein-Sonderburg-Beck und seiner dritten Frau Marie Sibylla von Nassau-Saarbrücken, Tochter von Graf Wilhelm Ludwig von Nassau-Saarbrücken.
Am 22. August 1676 wurde er brandenburgischer Obrist und am 14. Oktober 1686 zum Generalmajor befördert. 1692 wurde er General der Infanterie, 1697 General der Kavallerie und am 26. März 1713 Generalfeldmarschall. Seit 1698 war er Gouverneur von Minden.
Am 17. Januar 1701 wurde er mit dem neu gestifteten Schwarzen Adlerorden ausgezeichnet und kurz danach zum Statthalter von Preußen und Gouverneur von Königsberg ernannt. 1721 übergab er sein Regiment seinem Nachfolger und Sohn Friedrich Wilhelm.
Er war mit seinem Regiment im Spanischen Erbfolgekrieg in Holland. Er kämpfte 1708 in der Schlacht bei Oudenaarde und 1709 in der Schlacht bei Malplaquet. Er und seine Einheit waren an den Belagerungen von Lille (1708) (auch: Rijsel), Mons (1709) und Tournai (auch: Dornick) beteiligt.

## Nachkommen
Am 1. Januar 1685 heiratete er Luise Charlotte von Schleswig-Holstein-Sonderburg-Augustenburg (* 13. April 1658; † 2. Mai 1740), die Tochter von Herzog Ernst Günther von Schleswig-Holstein-Sonderburg-Augustenburg.
- Dorothea (* 24. November 1685; † 25. Dezember 1761) ⚭ Markgraf Georg Friedrich Karl von Brandenburg-Bayreuth
- Friedrich Wilhelm II. (* 18. Juni 1687; † 11. November 1749), preußischer Generalfeldmarschall, Gouverneur von Berlin

⚭ Fürstin Czartoriska, geborene Eleonora v. Loß, Tochter des polnischen Großschatzmeisters Wladislaus v. Loß
⚭ 1721 Ursula Anna von Dohna-Schlodien-Carwinden, Tochter von Graf Christoph I. von Dohna-Schlodien
- Friedrich Ludwig (* 25. August 1688; † 5. November 1688)
- Sophie Charlotte (* 15. August 1689; † 8. Oktober 1693)
- Karl Ludwig (* 18. September 1690; † 22. September 1774), brandenburgischer Generalleutnant, Gouverneur von Reval ⚭ Anna Karolina Gräfin Orzelska
- Amelie Auguste (* 22. September 1691; † 11. August 1693)
- Philipp Wilhelm (* 10. Juni 1693; † November 1729)
- Luise Albertine (* 27. August 1694; † 10. Januar 1773) ⚭ Albert Siegmund von Seeguth-Stanisławski (* 10. August 1688; † 16. September 1768)
- Peter August (* 7. Dezember 1697; † 22. Mai 1775), russischer Generalgouverneur
- Sophie Henriette (* 18. Dezember 1698; † 9. Januar 1768) ⚭ Albrecht Christian Burggraf von Dohna-Schlobitten-Leistenau (* 3. September 1698; † 3. Mai 1752)
- Charlotte (* 15. März 1700; † 19. Juli 1785), Äbtissin in Quedlinburg